# Guinea-Bissau ai Giochi della XXIX Olimpiade
La Guinea-Bissau ha partecipato ai Giochi della XXIX Olimpiade di Pechino, svoltisi dall'8 al 24 agosto 2008, con una delegazione di 3 atleti.

## Atletica leggera
| Gara                 | Atleta          | Batterie | Batterie | Quarti | Quarti | Semifinali | Semifinali | Finale | Finale |
| Gara                 | Atleta          | Tempo    | Pos.     | Tempo  | Pos.   | Tempo      | Pos.       | Tempo  | Pos.   |
| -------------------- | --------------- | -------- | -------- | ------ | ------ | ---------- | ---------- | ------ | ------ |
| 100 m maschili       | Holder da Silva | 10"58    | 5        |        |        |            |            |        |        |
| 1500 metri femminili | Domingas Togna  |          |          |        |        | 5'05"76    | 11         |        |        |

## Lotta
| Gara  | Atleta         | Tabellone principale | Tabellone principale             | Tabellone principale | Tabellone principale | Ripescaggi  | Ripescaggi    | Ripescaggi |
| Gara  | Atleta         | Ottavi               | Quarti                           | Semifinali           | Finale               | Primo turno | Secondo turno | Finale     |
| ----- | -------------- | -------------------- | -------------------------------- | -------------------- | -------------------- | ----------- | ------------- | ---------- |
| 74 kg | Augusto Midana |                      | Gela Saghirashvili (Georgia) 1-3 |                      |                      |             |               |            |